# Evelyn Miralles
Evelyn Rodriguez Miralles (nascida em 19 de fevereiro de 1966) atuou como engenheira principal no CACI International, no Centro Espacial Johnson da NASA em Houston, Texas. O seu trabalho no laboratório de realidade virtual da NASA desenvolveu o vôo espacial humano, treinando os astronautas dos Estados Unidos para realizar caminhadas espaciais e trabalhar fora de uma nave espacial em microgravidade. Miralles é atualmente vice-presidente associada de iniciativas e tecnologias de informação estratégica da Universidade de Houston Clear Lake .

## Percurso
Quando Miralles era jovem, queria ser arquiteta "para construir algo" no espaço. Na Universidade de Houston Clear Lake, aprendeu ciência da computação e como codificar algoritmos para computação gráfica. Em 1990, formou-se na Universidade de Lamar com bacharelado em computação gráfica e, em 1992, na Universidade de Houston – Clear Lake, com bacharelado em Sistemas de Informação e Computadores. Trabalhou no VRLAB do NASA Johnson Space Center, em Houston (Texas), durante vinte anos.
Desde 1992, Miralles esteve envolvida em missões do ônibus espacial e da Estação Espacial Internacional. Seu primeiro projeto foi a construção de um modelo 3D de um projeto "Habitat for the Moon". Não era viável, mas poderia ser usado no futuro para uma missão a Marte . Miralles foi coautora do software de vôo de última geração Dynamic Onboard Ubiquitous Graphics (DOUG), usado desde 2000 para treinar astronautas usando a tecnologia de realidade virtual. Fez parte da equipa da missão STS 61, que reparou o telescópio espacial Hubble em 1993 e para todas as missões do ônibus espacial e da EEI mais tarde.
Miralles está envolvida em actividades de divulgação científica. Ela foi uma das oradoras principais do Hispanicize em 2017, um evento dedicado à comunidade hispânica.

## Prémios
- Uma das mulheres inspiradoras da BBC 100 no mundo BBC 100 Women - 2016[3]
- Universidade de Houston - Clear Lake - Prémio de Distinção de Alumna - 2016
- CNET  - Os 20 hispânicos mais influentes nos EUA - 2016
- Prémio de Segurança de Vôo Espacial da NASA "Silver Snoopy Award" - 2012